# 村上信五くんと経済クン
『村上信五くんと経済クン』（むらかみしんごくんとけいざいクン）は、文化放送で2018年4月7日から放送されている村上信五（SUPER EIGHT）の冠経済ラジオ番組。

## 概要
本番組は、パーソナリティの村上信五がリスナーと視点を合わせて、コメンテーターと一緒に「1つのテーマ」を掘り下げる企画や、リスナーから寄せられるメールによって「さまざまなトレンド」を探っていく企画等、「わかりやすく楽しいお金の話」を伝える"キャッチーな"経済番組。
番組タイトルは村上が番組コンセプトに基づいて名付けた。
村上は文化放送で『レコメン!』等、1999年4月から本番組開始直前の2018年3月末まで約20年間に渡って若年層向けラジオ番組のレギュラーを務めてきたが、大人向け番組および昼間の時間帯のラジオ番組を担当するのは初である。
2019年6月29日の放送では、当時首相だった安倍晋三と面会し、『G20』開催の直前に大阪府・大阪市内で単独インタビューを行った。

## 出演
パーソナリティ
- 村上信五（SUPER EIGHT）

アシスタント
- 坂口愛美（文化放送アナウンサー、2020年10月 - ）

### 過去
アシスタント
- 長麻未（担当期間中は文化放送アナウンサー、 2018年4月 - 2020年9月）
  - 文化放送と結んでいた有期雇用契約の満了を機に降板。同局からの退社後は、フリーアナウンサーとして活動しながら、2020年12月から一般企業で広報業務に従事している。本人によれば、「当番組で得た知識のおかげで、複業を認めている前向きでサステイナブルな企業で働けるようになった」とのことである。

## ネット局・放送時間
| 放送対象地域 | 放送局            | 放送日時           | ネット状況 | 備考     |
| ------------ | ----------------- | ------------------ | ---------- | -------- |
| 関東広域圏   | 文化放送（QR）    | 土曜 9:00 - 10:00  | -          | 制作局   |
| 山形県       | 山形放送（YBC）   | 土曜 9:00 - 10:00  | 同時ネット | [ 注 2 ] |
| 静岡県       | 静岡放送（SBS）   | 土曜 15:00 - 16:00 | 遅れネット | [ 注 3 ] |
| 岡山県       | RSK山陽放送       | 土曜 19:00 - 20:00 | 遅れネット | [ 注 4 ] |
| 山梨県       | 山梨放送（YBS）   | 日曜 11:00 - 12:00 | 1日遅れ    | [ 注 5 ] |
| 兵庫県       | ラジオ関西（CRK） | 日曜 12:00 - 13:00 | 1日遅れ    | [ 注 6 ] |
| 和歌山県     | 和歌山放送（WBS） | 火曜 21:00 - 22:00 | 3日遅れ    | [ 注 7 ] |

### 過去のネット局
| 放送対象地域 | 放送局          | 放送日時           | ネット状況       | 備考                |
| ------------ | --------------- | ------------------ | ---------------- | ------------------- |
| 青森県       | 青森放送（RAB） | 日曜 18:05 - 19:00 | 8日遅れ →1日遅れ | [ 注 10 ]           |
| 宮城県       | 東北放送（TBC） | 木曜 21:00 - 22:00 | 4日遅れ →5日遅れ | [ 注 12 ] [ 注 13 ] |
| 愛媛県       | 南海放送（RNB） | 日曜 10:00 - 11:00 | 1日遅れ          | [ 注 13 ]           |
| 熊本県       | 熊本放送（RKK） | 日曜 13:00 - 14:00 | 1日遅れ          | [ 注 12 ] [ 注 14 ] |
| 宮崎県       | 宮崎放送（mrt） | 金曜 21:00 - 22:00 | 6日遅れ          | [ 注 15 ] [ 注 16 ] |
| 福井県       | 福井放送（FBC） | 火曜 21:00 - 22:00 | 3日遅れ          | [ 注 17 ]           |
| 岩手県       | IBC岩手放送     | 火曜 21:00 - 22:00 | 3日遅れ          | [ 注 18 ]           |